# ماريو تيكسيرا كوستا
ماريو تيكسيرا كوستا (24 نوفمبر 1970 بزينغن في ألمانيا - ) هو لاعب كرة قدم برتغالي في مركز الدفاع. لعب مع ألفيركا وإستريلا دا أمادورا وسبورتينغ لشبونة ونادي بنفيكا وكامبومايورنسي ‏.

## وصلات خارجية
- ماريو تيكسيرا كوستا على موقع قاعدة بيانات كرة القدم.إي يو (الإنجليزية)